# أسياد الرعب في أركام
أسياد الرعب في أركام هي مقتطفات من قصص الخيال والرعب التي حررها بيتر روبر. وتم إصداره من قبل أركام هاوس بإصدار ما يقارب 4000 نسخة في عام 2000.

## نبذة
يتضمن الكتاب مقالة تمهيدية كتبها روبر قبل كل قصة وعن مؤلفها. ووجه روبر انتقادات من مجتمع الرعب/الخيال بسبب العداء الذي قدم به بعض المؤلفين داخل المجلد-على سبيل المثال، اتهامه بأن هوارد فيليبس لافكرافت «لديه شخصية فصامية» ويمكن وصفه بأنه «شخص غريب الأطوار حقيقي». وتمت ترجمة الكتاب إلى الإسبانية في عام 2010 باسم مايستروس ديل هورور دي أركام هاوس (فلاديمار). 

## محتويات
يحتوي أسياد الرعب في أركام على القصص التالية:
- «مقدمة»
- «مقدمة:» إلغاء شيطنة «أغسطس ديرليث»، بقلم بيتر روبر
- "HP Lovecraft" (مقال)
- مقتطفات من رسائل هوارد فيليبس لافكرافت إلى August Derleth
- «كلارك أشتون سميث» (مقال)
- «الأمير الكوز والساحر» لكلارك أشتون سميث
- «دونالد واندري» (مقال)
- «مان هانت» بقلم دونالد واندري
- «روبرت إي هوارد» (مقال)
- «وادي الضائعين» لروبرت إي هوارد
- «روبرت بلوخ» (مقال)
- «الخفاش هو أخي» لروبرت بلوخ
- "H. Russell Wakefield" (مقال)
- «مفتاح المزلاج» بقلم هـ. راسل ويكفيلد
- «كارل جاكوبي» (مقال)
- «مكافأة دياك» لكارل جاكوبي
- «هنري إس وايتهيد» (مقال)
- "Sea-Tiger" بقلم هنري س. وايتهيد
- «فرانك بيلكناب لونغ» (مقال)
- «الرب ذو الأذنين» بقلم فرانك بيلكناب لونغ
- «ديفيد هـ. كيلر» (مقال)
- «السيدة الجميلة» بقلم ديفيد إتش كيلر
- «إي. هوفمان برايس» (مقال)
- «حبيب من القبر» بقلم إي هوفمان برايس
- "Greye La Spina" (مقال)
- «ذئب السهوب» لجراي لا سبينا
- «آرثر ج.بيركس» (مقال)
- «صيغة إيقاعية» بقلم آرثر جيه بيركس
- «راي دوجلاس برادبري» (مقال)
- «القاتل الصغير» لراي برادبري
- «هوارد واندري» (مقال)
- «جورج بخير»، بقلم هوارد واندري
- «ماري إليزابيث كونسلمان» (مقال)
- «شيء قديم» بقلم ماري إليزابيث كونسلمان
- «جون رمزي كامبل» (مقال)
- «ملكية الخاتم» لجون رمزي كامبل
- «سيبري كوين» (مقال)
- «بون فوياج، ميشيل» لسيبري كوين
- «نيلسون بوند» (مقال)
- «سيد كوتسوولد» لنيلسون بوند
- «فنسنت ستاريت» (مقال)
- «النافذة المفتوحة» بقلم فينسينت ستاريت
- «أغسطس ديرليث ومارك شورر» (مقال)
- «زائر من الخارج» لأوغوست ديرليث ومارك شورر